# Diocesi di Istmina-Tadó

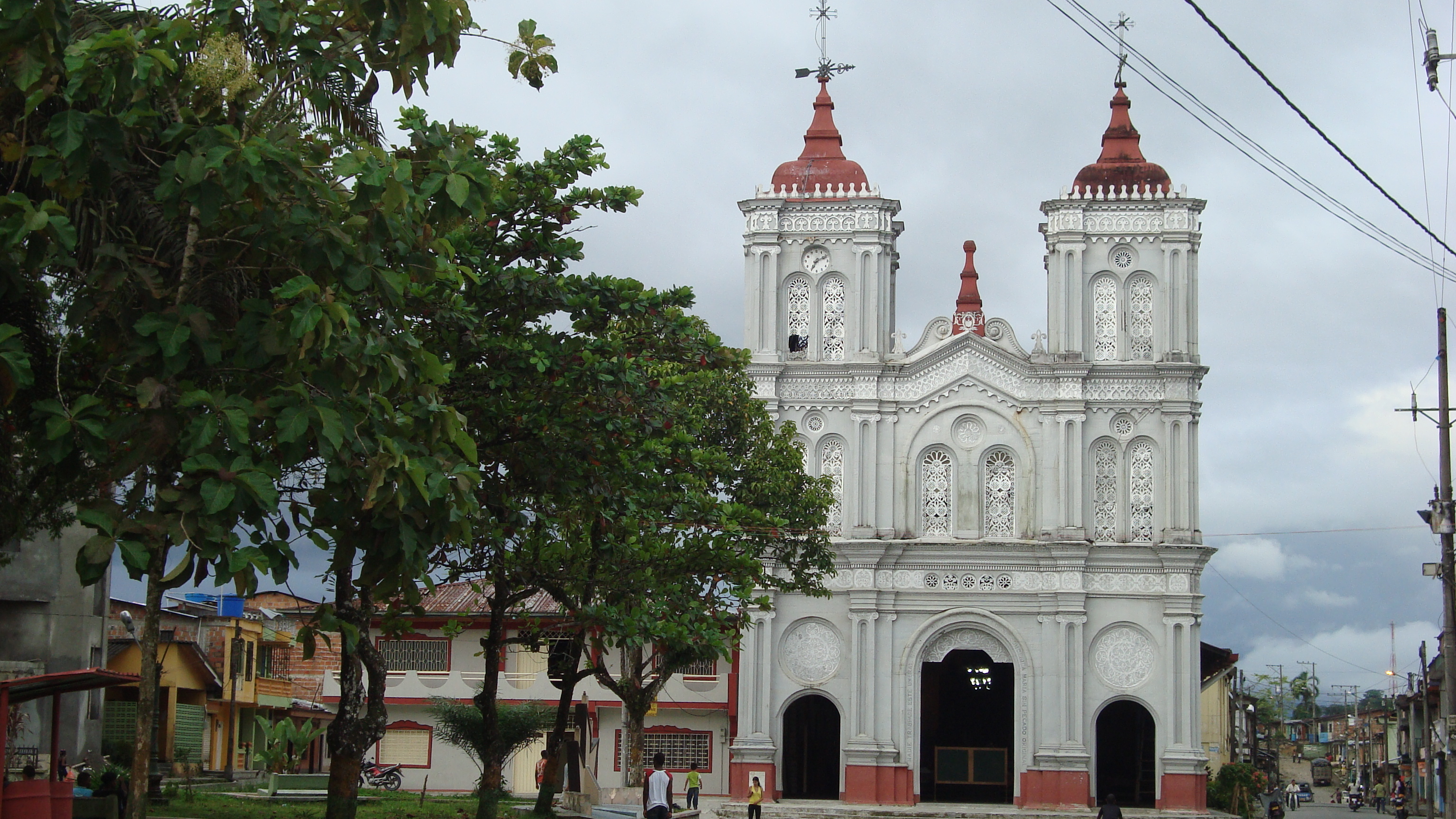
La concattedrale di San Giuseppe a Tadó.

La diocesi di Istmina-Tadó (in latino: Dioecesis Istminana-Taduana) è una sede della Chiesa cattolica in Colombia suffraganea dell'arcidiocesi di Santa Fe de Antioquia. Nel 2021 contava 251.000 battezzati su 270.000 abitanti. È retta dal vescovo Mario de Jesús Álvarez Gómez.

## Territorio
La diocesi comprende 18 comuni del dipartimento colombiano di Chocó: Alto Baudó, Bahía Solano, Bajo Baudó, Cértegui, Condoto, El Cantón de San Pablo, El Litoral del San Juan, Istmina, Juradó, Medio Baudó, Medio San Juan, Nóvita, Nuquí, Río Iró, San José del Palmar, Sipí, Tadó e Unión Panamericana.
Sede vescovile è la città di Istmina, dove si trova la cattedrale di San Paolo. A Tadó sorge la concattedrale di San Giuseppe.
Il territorio si estende su una superficie di 22.240 km² ed è suddiviso in 63 parrocchie.

## Storia
Il vicariato apostolico di Istmina fu eretto il 14 novembre 1952 con la bolla Cum Usu Quotidiano di papa Pio XII, ricavandone il territorio dalla prefettura apostolica di Chocó.
Il 30 aprile 1990 per effetto della bolla Quamvis nonnullis di papa Giovanni Paolo II il vicariato apostolico è stato elevato a diocesi e ha assunto il nome attuale.

## Cronotassi dei vescovi
Si omettono i periodi di sede vacante non superiori ai 2 anni o non storicamente accertati.
- Gustavo Posada Peláez, M.X.Y. † (24 marzo 1953 - 5 maggio 1993 ritirato)
- Alonso Llano Ruiz † (5 maggio 1993 - 5 giugno 2010 ritirato)
- Julio Hernando García Peláez (5 giugno 2010 - 15 giugno 2017 nominato vescovo di Garagoa)
- Mario de Jesús Álvarez Gómez, dal 3 febbraio 2018

## Statistiche
La diocesi nel 2021 su una popolazione di 270.000 persone contava 251.000 battezzati, corrispondenti al 93,0% del totale.
| anno | popolazione | popolazione | popolazione | presbiteri | presbiteri | presbiteri | presbiteri                | diaconi | religiosi | religiosi | parrocchie |
| anno | battezzati  | totale      | %           | numero     | secolari   | regolari   | battezzati per presbitero | diaconi | uomini    | donne     | parrocchie |
| ---- | ----------- | ----------- | ----------- | ---------- | ---------- | ---------- | ------------------------- | ------- | --------- | --------- | ---------- |
| 1966 | 147.000     | 152.500     | 96,4        | 24         | 4          | 20         | 6.125                     |         | 26        | 91        | 14         |
| 1968 | 138.000     | 147.000     | 93,9        | 27         | 7          | 20         | 5.111                     |         | 25        | 97        | 16         |
| 1976 | 170.000     | 186.000     | 91,4        | 23         | 23         |            | 7.391                     |         |           | 129       | 15         |
| 1980 | 197.880     | 213.580     | 92,6        | 27         | 27         |            | 7.328                     |         |           | 126       | 20         |
| 1990 | 233.000     | 252.000     | 92,5        | 53         | 51         | 2          | 4.396                     | 2       | 3         | 128       | 34         |
| 1999 | 175.000     | 200.000     | 87,5        | 60         | 57         | 3          | 2.916                     |         | 6         | 102       | 36         |
| 2000 | 175.000     | 200.000     | 87,5        | 59         | 56         | 3          | 2.966                     |         | 6         | 102       | 36         |
| 2001 | 175.000     | 200.000     | 87,5        | 60         | 57         | 3          | 2.916                     |         | 6         | 102       | 36         |
| 2002 | 175.000     | 200.000     | 87,5        | 59         | 56         | 3          | 2.966                     |         | 7         | 102       | 37         |
| 2003 | 175.000     | 200.000     | 87,5        | 62         | 59         | 3          | 2.822                     |         | 9         | 102       | 38         |
| 2004 | 175.000     | 200.000     | 87,5        | 61         | 58         | 3          | 2.868                     |         | 10        | 101       | 38         |
| 2006 | 181.000     | 206.000     | 87,9        | 63         | 60         | 3          | 2.873                     |         | 12        | 98        | 38         |
| 2013 | 210.200     | 225.200     | 93,3        | 77         | 73         | 4          | 2.729                     |         | 8         | 75        | 54         |
| 2016 | 205.080     | 215.915     | 95,0        | 80         | 76         | 4          | 2.563                     | 3       | 13        | 47        | 63         |
| 2019 | 209.000     | 222.400     | 94,0        | 101        | 99         | 2          | 2.069                     | 3       | 8         | 22        | 63         |
| 2021 | 251.000     | 270.000     | 93,0        | 63         | 60         | 3          | 3.984                     | 3       | 7         | 46        | 63         |